# Juan Armesto
Juan José Armesto Zamudio (Santiago, 2 de marzo de 1953 - Chillán, 13 de enero de 2024) fue un biólogo y académico chileno, experto en ecología y en el estudio de los bosques nativos de su país. Reconocido como uno de los grandes exponentes de las ciencias ecológicas en Chile, participó en la creación de diversas instituciones científicas y de educación ambiental.

## Carrera
Armesto vivió su etapa escolar en la ciudad de Iquique junto a su familia. Luego regresó a su natal Santiago, donde se tituló de licenciado en ciencias con mención biología en la Universidad de Chile en 1977, siendo alumno de profesores como Eduardo Fuentes, Claudio Donoso y Humberto Maturana. Posteriormente, se doctoró en la Universidad Rutgers en 1984, especializándose en botánica y fisiología de plantas. A su regreso al país se desempeñó como académico de Ecología Vegetal del Departamento de Ciencias Ecológicas de la Facultad de Ciencias de la Universidad de Chile y luego como profesor en la Facultad de Ciencias Biológicas de la Pontificia Universidad Católica de Chile y en la Universidad de Concepción. Condujo diversos estudios sobre biodiversidad y ecosistemas, específicamente respecto de los bosques nativos de Chiloé, formó a varias generaciones de científicos en su país y participó de la fundación de diversas entidades científicas y de educación ambiental, entre las cuales se incluyen el Laboratorio de Biogeoquímica de la Universidad Católica de Chile, la Red Chilena de Estudios Socioecológicos de Largo Plazo (LTSER-Network Chile), y el Instituto de Ecología y Biodiversidad. Junto a otros científicos, adquirió 113 hectáreas de pradera, matorral y bosque lluvioso en Chiloé, donde fundó la Estación Biológica Senda Darwin en 1996 para impulsar el estudio de los ecosistemas de bosques chilotes. Asimismo, trabajó en estrecha colaboración con el Ministerio del Medio Ambiente para informar sobre monitoreo y gestión de las Reservas de la Biósfera de Chile. Trabajó como científico adjunto del Cary Institute of Ecosystem Studies de Millbrook, Nueva York, donde participó en estudios sobre la sucesión ecológica y los procesos biogeoquímicos en los bosques, incluido el ciclo de nutrientes del suelo y la captura de agua de niebla, así como investigando las redes mutualistas entre plantas y animales en los bosques mediterráneos y templados de Chile.
Fue miembro correspondiente de la Academia Chilena de Ciencias desde diciembre de 2020, miembro internacional de la Academia Nacional de Ciencias de los Estados Unidos desde 2021 y de la Ecological Society of America.
Falleció la noche del 13 de enero de 2024 en Chillán y sus restos fueron trasladados a Concepción, zona donde estaba residiendo por razones familiares. Sus funerales se efectuaron en el crematorio del Cementerio General.

## Publicaciones
Armesto cuenta con más de 200 publicaciones, 12 libros y 28 mil citas. Algunas de sus principales obras son las siguientes:
- Juan J. Armesto, M. T. K. Arroyo, Carolina Villagrán (1996). Ecología de los Bosques Nativos de Chile. Santiago: Editorial Universitaria.
- Cecilia Smith, Juan Armesto, Claudio Valdovinos (2005). Historia, Biodiversidad y Ecología de los Bosques Costeros de Chile. Santiago: Editorial Universitaria.
- Cecilia Smith-Ramirez; Juan J. Armesto; C. Valdovinos (2006). Biodiversidad, Historia y Ecología de los bosques de la Cordillera de la Costa, Chile. Santiago: Editorial Universitaria.
- Carolina Villagrán; C. Marticorena; Juan J. Armesto (2007). Flora de las plantas vasculares de zapallar: Revisión ampliada e ilustrada de la obra de Federico Johow. Santiago: Editorial Puntángeles y Fondo Editorial U.M.C.E.
- Alicia Hoffmann, Juan Armesto (2008). Ecología: conocer la casa de todos. Santiago: IEB.
- Alicia Hoffmann, Juan Armesto, Mary Kalin Arroyo (2009). Darwin en Sudamérica. Nace un gran naturalista. Santiago: IEB.
- Juan J. Armesto, Javiera Diaz-Forestier, Camila Tejo-Haristory, Juan Luis Celis-Diez (2011). Botánica Ecológica. Guía de campo de la flora leñosa de Chiloé. Santiago: IEB.
- Ricardo Rozzi, S.T.A. Pickett, Clare Palmer, Juan J. Armesto, J. Baird Callicott, eds. (2016). Linking Ecology and Ethics for a Changing World. Berlín: Springer Dordrecht.

- Juan Carlos Castilla, Juan J. Armesto, María José Martínez-Harms, eds. (2021). Conservación en la Patagonia Chilena: Evaluación del Conocimiento, Oportunidades y Desafíos. Santiago: Ediciones UC.
- Alicia Hoffmann, Juan Armesto (2023). Verduras, frutas y semillas que comemos. Santiago: IEB.

## Premios y reconocimientos
- Premio “Manuel Noriega Morales” en Ciencias Biológicas (1992) que entrega la Organización de Estados Americanos, OEA;
- Beca Guggenheim Memorial (1997) de Estados Unidos
- Cátedra Presidencial de Chile (1999)
- Premio “Robert Whittaker” (2021), otorgado por la Ecological Society of America.[6]
- Premio Patricio Sánchez (2023), otorgado por la Sociedad de Ecología de Chile.